# Karl von Eckartshausen

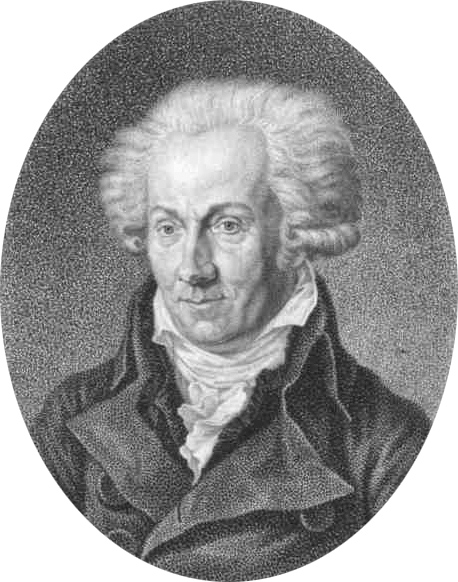
Karl von Eckartshausen, von Friedrich John

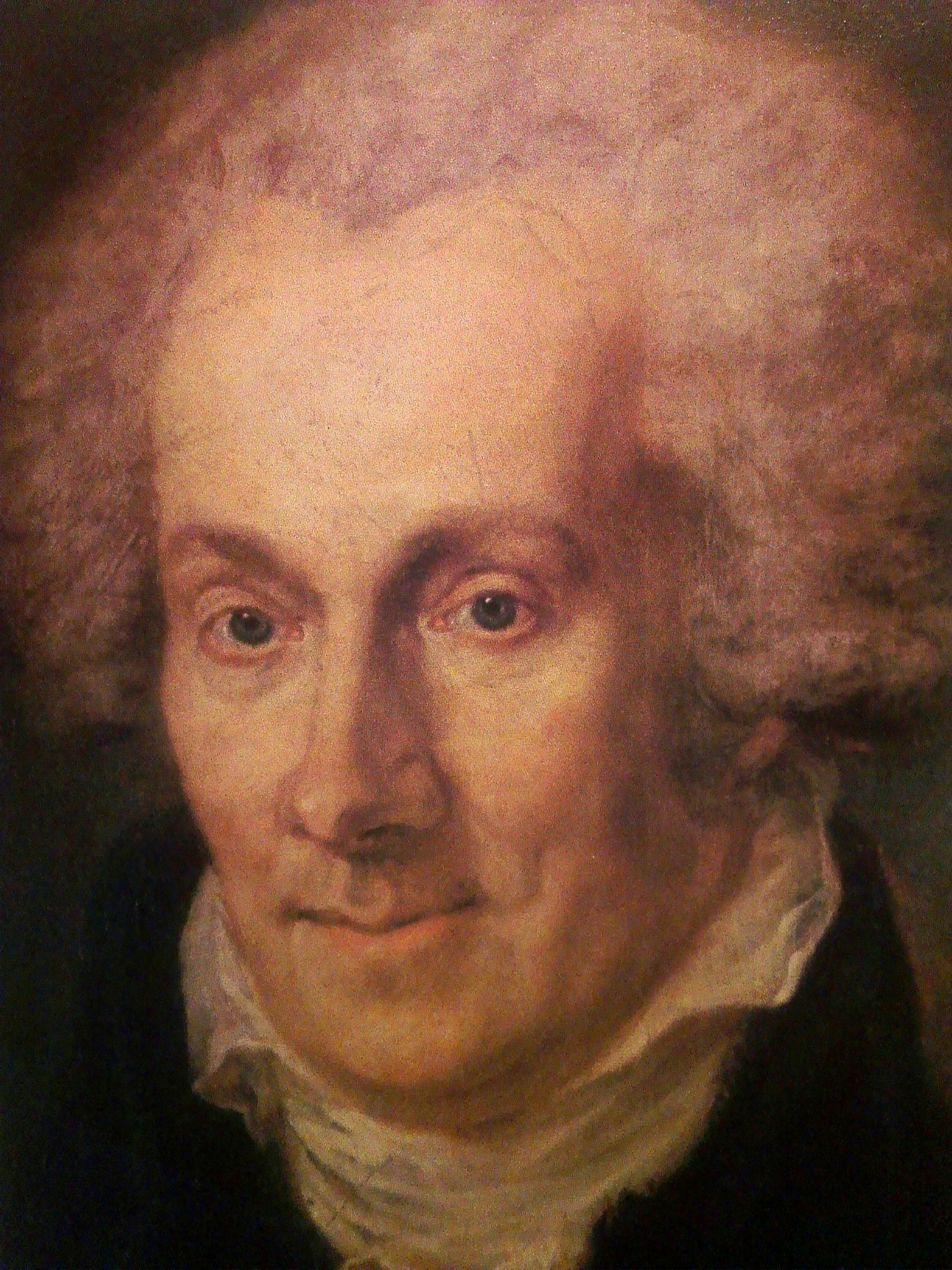
Karl von Eckartshausen

Karl von Eckartshausen (* 28. Juni 1752 in Haimhausen; † 12. Mai 1803 in München) war ein deutscher Schriftsteller, Philosoph, Aufklärer, später Theosoph, Esoteriker und Alchemist.

## Leben
Karl von Eckartshausen wurde am 28. Juni 1752 als das illegitime Kind des Schlossherrn Karl von Haimhausen, Sohn des bayerischen Diplomaten Joseph Haimhausen (1682–1711), und der Tochter des Schlossintendanten, Maria Anna Eckart, geboren. Der Name „von Eckartshausen“ ist aus beiden Elternnamen gebildet. Das Kind wurde von der Familie väterlicherseits nicht anerkannt.
Karl von Eckartshausen studierte Philosophie und bayerisches Zivilrecht in München und Ingolstadt (1770 bis 1774). 1776 wurde er geadelt und zum Hofrat ernannt, 1777 Mitglied der Bayerischen Akademie der Wissenschaften, 1780 Buchzensurrat und 1784 Geheimer Archivar in München. 1791 tauchte sein Name auf der Liste Katalog der in München wirklich noch arbeitenden Illuminaten ihrer Protectoren und auch derjenigen, welche des Illuminatismus höchst verdächtig sind mit folgendem Eintrag auf: „Hofrath und Archivarius, einer der thätigsten Arbeiter, Illuminat“.
Eckartshausen trat zunächst als Autor von juristischen und aufklärerischen Werken in Erscheinung. In jungen Jahren war Eckartshausen Mitglied des Illuminatenordens, 1784 wandte er sich von diesem Geheimbund ab und der Theosophie zu. Er verfasste zahlreiche mystische (darunter kabbalistische) und alchemistische Schriften.

## Werke (Auswahl)
- Der Hofrath, ein Lustspiel in einem Aufzuge (1783) (Digitalisat)
- Sittenlehre für alle Stände, München 1784
- Reden zum Wohl der Menschheit, 1784
- Aufschlüsse zur Magie aus geprüften Erfahrungen über verborgene philosophische Wissenschaften und verdeckte Geheimnisse der Natur. München: Joseph Lentner 1788–1792
- Der Tiger von Bengalen. Ein Buch mit vielen Wahrheiten, 1789 (1803 Digitalisat)
- Gott ist die reinste Liebe, 1790 (Zahlreiche Auflagen und Übersetzungen in Italienisch, Französisch, Latein u. a. Sprachen)
- Sammlung der merkwürdigsten Visionen, Erscheinungen, Geister- und Gespenstergeschichten: Nebst einer Anweisung dergleichen Vorfälle vernünftig zu untersuchen, 1792 (1793 Digitalisat)
- Probaseologie, oder praktischer Theil der Zahlenlehre der Natur, 1795 (Digitalisat)
- Entwurf zu einer ganz neuen Chemie, Regensburg 1800
- Der Pudelhund. Ein Lustspiel in einem Aufzuge (1800) (Digitalisat)
- Religiöse Schriften über Klares und Dunkles (Werkausgabe in 6 Bänden), Stuttgart 1839–1841
- Einige Worte aus dem Innersten, 94 Seiten, Rozekruis Pers, 1994, ISBN 90-6732-122-2
- Über die Zauberkräfte der Natur, 79 Seiten, Rozekruis Pers, 1996, ISBN 90-6732-157-5 (ungekürzte Fassung der Originalausgabe München 1817)
- Die Wolke über dem Heiligtum, drei Briefe, 32 Seiten, Lorch-Württemberg, 1910 (Digitalisat); 100 Seiten, Rozekruis Pers, 1994, ISBN 90-6732-086-2
- Über die wichtigsten Mysterien der Religion, Rozekruis Pers, 1995, ISBN 90-6732-156-7 (ungekürzte Fassung der Originalausgabe München 1823)